# Sion Sono
Sion Sono (園子温, Sono Shion), également appelé Sono Sion, est un écrivain, poète, réalisateur et scénariste japonais, né le 18 décembre 1961 à Toyokawa, dans la préfecture d'Aichi.
Son œuvre cinématographique est principalement connu pour ses films subversifs qu'il réalise après la sortie de Suicide Club (2001). Derrière la violence extrême de ses films se cachent un discours particulièrement acerbe sur la société capitaliste japonaise (Cold Fish, 2010), la condition de la femme au Japon (Guilty of Romance, Tag), le sectarisme ou la folie (Love Exposure, 2008). Plus récemment il réalise des mini-séries, Tokyo Vampire Hotel (2017) et The Forest of Love (2019), commandées respectivement par Amazon Prime et Netflix.
Véritable boulimique de travail, il lui arrive d'écrire ou de réaliser plusieurs projets en même temps. En 2015, il sort pas moins de six films, dont Tag, Hiso hiso boshi ou Shinjuku Swan.

## Biographie
Il a grandi dans la baie de Mikawa. Son enfance est marquée par des parents particulièrement sévères et "peu enclins au bonheur".
Il publie ses premiers poèmes à l'âge de 17 ans, puis entre à l'université Hōsei, à Tokyo. C'est là qu'il commence à réaliser des films, des courts-métrages en premier lieu. En 1987, Otoko no Hanamichi, film qu'il a co-écrit, réalisé et dans lequel il a joué, obtient le 4e grand prix du festival du film Pia. Ce prix, assorti d'une bourse, lui permet de tourner son premier long-métrage, Bicycle Sighs (Jitensha toiki), sorti en 1990.
Parallèlement à sa carrière de réalisateur, Sion Sono poursuit son engagement dans le mouvement Tokyo GAGAGA, dont il est le leader, et qui organise des happenings dans les rues de Tokyo. Pendant plusieurs jours, les membres du groupe défilent dans la rue en hurlant de la poésie pour exprimer le mal-être de la société tokyoïte dans les années 1990. C'est d'ailleurs avec cette bande de jeunes qu'il va tourner Bad Film en 1995, projet abandonné un temps pour raisons financières et qu'il ne pourra finir de monter qu'en 2013.
Le réalisateur ne se démarquera pas de ses premiers élans poétiques et anticonformistes, qui font de lui un cinéaste singulier, n'hésitant pas à insérer des poèmes dans ses films ou à les faire durer quatre heures (pour Love Exposure).
Il se marie avec l'actrice Megumi Kagurazaka qu'il fait tourner dans plus d'une dizaine de ses films, dont Cold Fish (2010) et Guilty of Romance (2011).

## Thèmes et influences
L'œuvre de Sion Sono est généralement sombre. Elle peut aussi être qualifiée de gore, ce qui l'a d'ailleurs fait remarquer dans de nombreux festivals notamment. Ainsi, en 2001, il crée l'événement avec Suicide Club, dont la première scène montre le suicide joyeux d'une cinquantaine de lycéennes dans une gare. On retrouve aussi des thèmes récurrents dans ses films, comme celui de l'échec du bonheur familial. Sion Sono traite dans ses films du rôle de la femme dans la société japonaise, remise au rang d'objet, ne pouvant exprimer ses désirs naturels, au risque de passer pour la « mauvaise femme ». L'éclatement de la société et de ses institutions (la famille, donc, mais aussi la religion dans Love Exposure) est un thème récurrent dans les films du réalisateur. D'une manière générale, l'artiste est très inspiré par les divers malaises de la société japonaise. L'idée du fanatisme, dû à un manque de repères, ou une recherche de notoriété à cause de l'anonymat imposé par l'individualisme se retrouve également dans Love Exposure et Suicide Club. 
Il aborde également la sexualité et les perversions, pour tenter de démêler les vraies perversions de celles de la société. 
Par ailleurs, Sion Sono dit s'être toujours inspiré de la poésie et des sentiments qu'il a en écrivant des poèmes pour réaliser ses films. Son tout premier court-métrage, I am Sion Sono ! (Ore wa Sion Sono da!!), reflète d'ailleurs l'importance que la poésie a dans son œuvre. En effet, il se filme en train de déclamer à tue-tête des poèmes de sa composition devant la caméra. La caméra n'était donc au départ qu'un moyen de mettre en avant sa poésie, pour ce réalisateur qui déclare s'être toujours imaginé devenir romancier et poète plutôt que réalisateur, du fait de sa timidité.
Son auteur préféré, Edogawa Ranpo, un des grands noms du roman policier d'investigation populaire, est le fondateur de l'ero guro nansensu, un mouvement artistique combinant l'érotisme à des éléments macabres et grotesques. Les œuvres de Sion Sono s'inscrivent pleinement dans ce mouvement.

## Accusations d'agressions sexuelles
En mars 2022, le magazine Shukan Josei Prime révèle que Sion Sono est accusé d'agression sexuelle par deux actrices,. Selon l'acteur Yuki Matsuzaki, il ne s'agirait pas de cas isolés et il y aurait des douzaines de victimes. Selon The Hollywood Reporter, Sono Sion aurait offert des rôles à certaines actrices si ces dernières acceptaient d'avoir des relations sexuelles avec lui.

Le 5 avril, Sono Sion répond à ces accusations dans un communiqué : 
À qui de droit. Merci beaucoup pour votre soutien sans faille. Nous nous excusons sincèrement pour tout inconvénient et inquiétude que cela aurait pu causer à toutes les parties concernées. Nous ferons une nouvelle annonce prochainement, après avoir trié les faits.
Pour la journaliste Yuri Kageyama, ces excuses ne reconnaissent aucunement la réalité des faits et peuvent au contraire être perçu comme un avertissement avant une réponse légale de la part du réalisateur. Le 19 mai 2022, Sono Sion porte plainte pour diffamation contre l'éditeur du journal Shūkan Josei, qu'il accuse de donner une version incorrecte des faits. Le 17 juin, Yuki Matsuzaki publie une vidéo sur YouTube dans laquelle il révèle que Sono Sion a également porté plainte contre lui pour diffamation et réclame la suppression de ses précédents tweets sur le sujet.
En décembre 2022, l'actrice Milla Chiba (ja), l'une des actrices ayant accusée le cinéaste de viol, se suicide,. Elle aurait été victime, ainsi que sa famille de cyberharcèlement à la suite de ses accusations, de plus sa santé s'était dégradées des suites d'une maladie[source insuffisante]. Selon SBS TV, la nouvelle de ce suicide ainsi que les accusations contre le réalisateur ont eu de fortes répercussions dans le monde du cinéma japonais, provoquant notamment la rédaction de Hirokazu Kore-Eda ou de Miwa Nishikawa qui condamnent toutes forme de violences commises en tant que réalisateur,, ce mouvement précède cependant cet évènement précis.

## Publications
- 1993 : Tokyo GAGAGA
- 2000 : Introduction to Novel Current Poetry on Bath Time (Furo de yomu gendai shi nyūmon?)
- 2002 : Statute Police (Jikō keisatsu?) (coauteur)
- 2002 : Suicide Circle: The Complete Edition (自殺サークル 完全版, Jisatsu saakuru : Kanzenban?)
- 2005 : Into a Dream (夢の中へ, Yume no naka e?)

## Filmographie
Source : base de données IMDb et le site de la semaine du cinéma expérimental de Madrid

### Cinéma
- 1985 : I Am Sion Sono!! (俺は園子温だ!, Ore wa Sion Sono da!!?), réalisateur, scénariste et acteur
- 1986 : Otoko no hanamachi (男の花道?), réalisateur, scénariste et acteur
- 1988 : Kessen! Joshiryo tai Danshiryo (決戦！女子寮対男子寮?), réalisateur et scénariste
- 1990 : Bicycle Sighs (自転車吐息, Jitensha toiki?), réalisateur et co-scénariste et acteur
- 1991 : Kirai... Janaiyo, acteur
- 1992 : Heya, réalisateur et scénariste
- 1994 : Otaku : fils de l'empire du virtuel, acteur
- 1995 : Bad Film, réalisateur et scénariste
- 1997 : Keiko desu kedo, réalisateur et scénariste
- 1998 : Kaze, réalisateur et scénariste
- 1998 : Dankon: The Man, réalisateur et scénariste
- 2000 : Seigi no tatsujin nyotai tsubo saguri, réalisateur et scénariste
- 2000 : Utsushimi, réalisateur, scénariste et directeur de la photographie
- 2001 : Suicide Club (自殺サークル, Jisatsu sākuru?), réalisateur et scénariste
- 2001 : Blind Beast vs. Dwarf (Mōjū tai issunbōshi), acteur
- 2003 : Chichi no hi, directeur et réalisateur
- 2004 : Otona ni nattara, directeur et réalisateur
- 2005 : Comme dans un rêve (夢の中へ, Yume no naka e?), réalisateur et scénariste
- 2005 : Noriko's Dinner Table (Noriko no shokutaku), réalisateur et scénariste
- 2005 : Strange Circus (Kimyō na sākasu), réalisateur, scénariste, directeur de la photographie et compositeur
- 2005 : Hazard, réalisateur et scénariste
- 2006 : Balloon Club, Afterwards (Kikyū kurabu, sonogo), réalisateur et scénariste
- 2007 : Exte: Hair Extensions (Ekusute), réalisateur et scénariste
- 2008 : Love Exposure (愛のむきだし, Ai no mukidashi?), réalisateur et scénariste
- 2009 : Chanto tsutaeru (ちゃんと伝える?), réalisateur et scénariste
- 2010 : Cold Fish (冷たい熱帯魚, Tsumetai nettaigyo?), réalisateur et co-scénariste
- 2011 : Guilty of Romance (恋の罪, Koi no tsumi?), réalisateur et scénariste
- 2011 : Himizu (ヒミズ?), réalisateur et scénariste
- 2012 : The Land of Hope (希望の国, Kibō no kuni?), réalisateur et scénariste
- 2013 : Why Don't You Play in Hell? (地獄でなぜ悪い, Jigoku de naze warui?), réalisateur et scénariste
- 2014 : Tokyo Tribe[25], réalisateur et scénariste
- 2015 : Shinjuku Swan (新宿スワン?), réalisateur
- 2015 : Love and Peace (ラブ＆ピース, Rabu ando pīsu?), réalisateur et scénariste
- 2015 : Tag (リアル鬼ごっこ, Riaru onigokko?)[26], réalisateur et scénariste
- 2015 : Hiso hiso boshi (ひそひそ星?), réalisateur, scénariste et producteur
- 2015 : The Virgin Psychics (映画 みんな！エスパーだよ!, Eiga Minna! Esper da yo!?), réalisateur et co-scénariste
- 2016 : Madly (1 segment : Love of Love[27]) , réalisateur et scénariste
- 2017 : Antiporno (アンチポルノ, Anchi poruno?)[28], réalisateur et scénariste
- 2017 : Shinjuku Swan 2 (新宿スワン2?), réalisateur et scénariste
- 2017 : Tokyo Vampire Hotel (東京ヴァンパイアホテル?), réalisateur et scénariste
- 2019 : The Forest of Love (愛なき森で叫べ, Ai naki mori de sakebe?), réalisateur, scénariste et monteur
- 2020 : Escher dōri no akai posuto (エッシャー通りの赤いポスト?), réalisateur et scénariste
- 2021 : Prisoners of the Ghostland, réalisateur

### Télévision
- 2006 : Jikō keisatsu (série télévisée), réalisateur et scénariste
- 2013 : Minna ! ESPer dayo ! (みんな！エスパーだよ！?) (série télévisée), réalisateur et scénariste
- 2015 : Minna ! ESPer dayo ! épisode spécial (みんな！エスパーだよ！番外編〜エスパー、都へ行く〜?) (téléfilm), réalisateur et scénariste
- 2017 : Tokyo Vampire Hotel (東京ヴァンパイアホテル?) (série télévisée), réalisateur et scénariste

## Distinctions
- Grand prix du festival du film Pia pour Otoko no hanamichi en 1987[3]
- Prix spécial du jury, lors du festival de Sundance pour Heya, en 1994
- Prix du film révolutionnaire et Fantasia Ground-Breaker d'argent, lors du festival FanTasia 2003 pour Suicide Club
- Prix Don Quichotte, mention spéciale et nomination Globe de Cristal, lors du Festival international du film de Karlovy Vary 2005 pour Noriko's Dinner Table
- Prix du meilleur film, lors du festival FanTasia 2006 pour Strange Circus
- Prix du jury des lecteurs du Berliner Zeitung, lors du Festival de Berlin 2006 pour Strange Circus
- Prix Agnès b, lors du Tokyo Filmex 2008, pour Love Exposure
- Prix FIPRESCI et Caligari, lors de la Berlinale 2009, pour Love Exposure
- Prix du meilleur film, lors du festival FanTasia 2009 pour Love Exposure
- Prix Lotus Air France (prix de la critique internationale) lors du Festival du film asiatique de Deauville en 2011 pour Cold Fish
- Prix du Public à la 19e édition de L'Étrange Festival en 2013 pour Why Don't You Play in Hell? (Jigoku de naze warui)